# Regents Park, New South Wales
Regents Park este o suburbie în Sydney, Australia.